# NGC 2332
NGC 2332 este o blazar situată în constelația Linxul. A fost descoperită în 28 decembrie 1790 de către William Herschel. Se află la o distanță de 73,79 de megaparseci de Pământ.